# Sandra Araya
Sandra Araya (Quito, 14 de junio de 1980) es una escritora ecuatoriana que en 2015 se convirtió en la ganadora del Premio La Linares otorgado por la Casa de la Cultura Ecuatoriana y la Campaña Nacional de Lectura de dicho país.

## Biografía
Estudió Comunicación y Literatura en la Pontificia Universidad Católica del Ecuador, Puce, y posteriormente, en 2011, creó la editorial Doble Rostro.
Ha publicado cuentos en varias revistas como El Búho, Aceite de perro, Big Sur, Ómnibus, Casapalabras, Letras del Ecuador y Aurora Boreal. También fue incluida en diferentes antologías como Ecuador cuenta, coordinada por Julio Ortega, Mujeres que hablan, del Consejo Provincial de Pichincha, Quién sabe, editada por Cactus Pink, Señorita Satán. Nuevas narradoras ecuatorianas, editada por Editorial El Conejo, y en Despertar de la Hydra editada por La Caída.
Fue la editora del suplemento cultural CartóNPiedra.
También tiene colaboraciones con las revistas La Barra Espaciadora y Diners.
Actualmente es editora de la revista Babieca, sobre temas de cine y teatro.

## Obras
- Orange, Antropófago, 2014.[1]
- La familia del Dr. Lehman, 2015.[1]
- El cielo por partes (adelantos de la novela El cielo), La Caracola, 2017.[3]
- El lobo, Campaña de Lectura Eugenio Espejo, 2017.[3]
- El espía, la carnada, el precio, Editorial El Conejo.[5][6]
- Un suceso extraño, La caracola Editores, 2018.[7]
- Los melancólicos, Lectoriz, 2024.[8]

## Premios y reconocimientos
- Bienal Pablo Palacio, 2010.[1]
- Premio La Linares de Novela Breve, por La familia del Dr. Lehman, 2015.[1]